# Karima Farag Mohamed
Karima Farag Mohamed ist eine ehemalige ägyptische Leichtathletin, die sich auf den Langstreckenlauf spezialisiert hat. 1985 wurde sie in Kairo Vizeafrikameisterin über 10.000 Meter.

## Sportliche Laufbahn
Karima Farag Mohamed startete 1985 im 10.000-Meter-Lauf bei den Afrikameisterschaften in Kairo und gewann dort in 44:01,32 min die Silbermedaille hinter der Marokkanerin Hassania Darami. 
In den Jahren von 1989 bis 1992 wurde Farag Mohamed ägyptische Meisterin im 10.000-Meter-Lauf.